# Вяйко-Серга
Вяйко-Серга (ест. Väiko-Serga), також Вяйке-Серга (ест. Väike-Serga) — село в Естонії, входить до складу волості Меремяе, повіту Вирумаа.